# Маний Ацилий Балб (консул 150 пр.н.е.)
Вижте пояснителната страница за други личности с името Маний Ацилий Балб.
Маний Ацилий Балб (на латински: Manius Acilius Balbus) e римски политик и сенатор от средата на 2 век пр.н.е. Той принадлежи към gens Ацилии, клон Балб.
През 150 пр.н.е. той e консул заедно с Тит Квинкций Фламинин.
1. ↑  M'. Acilius (25) L. f. K. n. Balbus //   Посетен на 10 юни 2021 г.
2. ↑  1680 //   Посетен на 10 юни 2021 г.